# Bianca Del Rio
Roy Haylock (né le 27 juin 1975), plus connu sous son nom de scène Bianca Del Rio, est un acteur, humoriste, et drag queen américain. Drag queen réputée des clubs de La Nouvelle-Orléans et de New York, où il collabore souvent avec Lady Bunny, il est surtout connu pour être le gagnant de la sixième saison de RuPaul's Drag Race.

## Biographie
Haylock grandit à Gretna en Louisiane. Il a des origines cubaines et honduriennes. Il est le quatrième d'une famille de cinq enfants. Il commence à jouer la comédie et à concevoir des costumes pour des pièces de théâtre à la West Jefferson High School. Une fois terminé ses études secondaires, Haylock déménage à New York et travaille à Bloomingdale's pendant neuf mois, mais retourne par la suite en Louisiane.

### Carrière
Haylock travaille essentiellement comme costumier. En 1993, à 17 ans, il remporte le Big Easy Entertainment Award du meilleur costume pour Snow Queen. Il est nommé pour treize Big Easy Entertainment Awards et en remporte six. Haylock a aussi réalisé des costumes pour l'Opéra de La Nouvelle-Orléans.
À La Nouvelle-Orléans, Haylock commence à se travestir en 1996 pour la pièce de théâtre Pageant,. La drag queen locale Lisa Beaumann le remarque dans cette pièce et le fait jouer plus tard dans des spectacles au club Oz. Il remporte trois années consécutives, sous le nom de Bianca Del Rio, le prix du New Orleans Gay Entertainer of the Year,.
En 2001, Bianca Del Rio co-anime, avec Pat « Estelle » Ritter et Rick Thomas le Southern Decadence, un festival gay annuel qui se déroule sur six jours à La Nouvelle-Orléans.

#### 2005–présent: Déménagement à New York
Haylock déménage à New York après que l'ouragan Katrina a frappé La Nouvelle-Orléans. En plus de se produire en drag queen, Haylock façonne, avec Barbara Matera, des costumes pour des spectacles, ballets et opéras à Broadway,. Del Rio se produit chaque semaine dans divers clubs new-yorkais, y compris le XL Nightclub où se produit également Lady Bunny.
Haylock joue dans la première production régionale de Rent au Le Petit Theatre à La Nouvelle-Orléans, où il tient le rôle de Angel.
Del Rio apparaît également en 2010 dans la web-série "Queens of Drag: NYC" produite par gay.com. Celle-ci s'intéresse à différentes drag queens de la scène new-yorkaise telles Dallas DuBois, Hedda Lettuce, Lady Bunny, Mimi Imfurst, Peppermint, and Sherry Vine. En 2011, Del Rio apparaît dans "One Night Stand Up: Dragtastic! NYC" diffusé sur Logo TV. L'épisode final est filmé en direct au Bowery Ballroom et est présenté par Pandora Boxx.
Haylock fait la couverture de Next Magazine pour leur Summer Yearbook 2012. En 2012, il fait également une apparition dans l'émission de variété She's Living for This, présentée par Sherry Vine.
En 2013, il annonce qu'il jouera dans le film Hurricane Bianca. Une campagne de financement participatif sponsorisée par Fractured Atlas (une organisation artistique à but non lucratif basée à New York) est lancée sur le site Indiegogo.

#### RuPaul's Drag Race

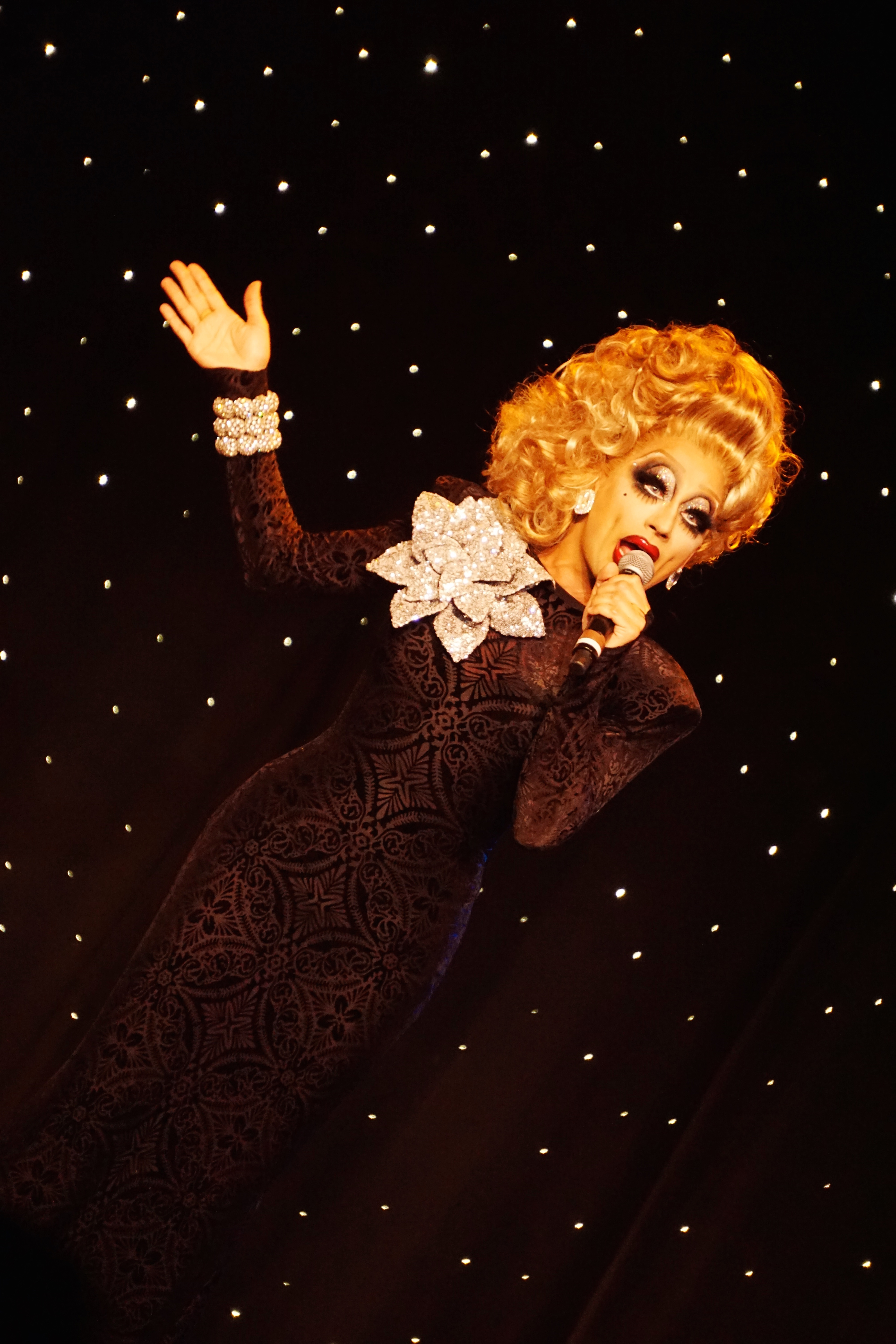
Bianca en 2014

En décembre 2013, Logo annonce que Bianca Del Rio fait partie des 14 drag queens prêtes à concourir pour le titre de "America's Next Drag Superstar" à l'issue de la sixième saison de RuPaul's Drag Race. Elle devient rapidement l'une des drag queens favorites des fans de l'émission, et remporte trois "main challenges" tout au long de la saison.
Le 19 mai 2014, Del Rio remporte le titre devant Adore Delano et Courtney Act. Avec Tyra Sanchez (saison 2), Courtney Act (saison 6), Violet Chachki (saison 7), Kim Chi (saison 8), Sasha Velour (saison 9), Aquaria (saison 10),  Sasha Colby(saison 15), Nymphia Wind (saison 16), reste un des seuls participants de l'histoire de l'émission à n'avoir jamais fini dans le "bottom two", à savoir les deux personnes susceptibles d'être éliminées à la fin de chaque épisode. Il est aussi le premier hispanique à remporter RuPaul's Drag Race.

### Après Drag Race
Après la diffusion de l'émission, elle part en tournée mondiale avec son stand-up nommé Rolodex of Hate en 2015. Peu après la fin de cette tournée, elle lance un deuxième spectacle, Not today Satan en mai 2016. La même année, elle sort son premier film Hurricane Bianca sur Netflix.
Elle sort son premier livre, Blame it on Bianca del Rio, en mai 2018 ainsi que la suite de son film nommé Hurricane Bianca 2 : From Russia with Hate.
Elle est au centre d'une controverse en août 2018 après avoir fait une blague sur le viol subit par une participante de la saison dix de RuPaul's Drag Race, Blair St. Clair, expérience racontée par cette dernière dans un épisode. Lors de la Pride de Montréal, elle dit : « Vous notez qu'elle n'a pas été violée avant de finir dans les deux dernières ? Réfléchi à ça, bitch -- c'est une putain de stratégie... Et si tu n'as pas été violée, rappelle toi -- tu es moche. », ce que critiquent d'autres drag queens de l'émission car elle perpetue des stéréotypes sur les victimes. Bianca del Rio se défend, considérant ne pas se moquer du viol subi par St. Clair mais du moment choisi pour en parler.
En janvier 2019, elle fait la couverture du magazine gay britannique, Attitude. Cette année, elle commence son quatrième spectacle, The Jester Joke. Lors de cette tournée, elle deviendra la première drag queen à faire un spectacle solo à la Wembley Arena.

## Filmographie

### Films
| Année | Titre                                     | Rôle                              | Notes               |
| ----- | ----------------------------------------- | --------------------------------- | ------------------- |
| 2000  | Cypress Edge                              |                                   | Assistant costumier |
| 2010  | The Sons of Tennessee Williams            | Lui-même                          | Documentaire        |
| 2011  | National Lampoon's Dirty Movie            | Drag Queen                        |                     |
| 2016  | Hurricane Bianca                          | Richard Martinez / Bianca del Rio | Post-production     |
| 2018  | Hurricane Bianca 2: From Russia with Hate | Richard Martinez / Bianca del Rio |                     |

### Télévision
| Année   | Titre                         | Rôle     | Notes |
| ------- | ----------------------------- | -------- | --- |
| 2002    | MTV Mardi Gras                | Lui-même | TV Special |
| 2011    | One Night Stand Up            | Lui-même | Épisode 10 : Dragtastic NYC                                                                                     |
| 2011    | Threesome                     | Lui-même | Saison 1, Épisode 3 Saison 1, Épisode 4 Saison 1, Épisode 14 Saison 1, Épisode 15                               |
| 2012–13 | She's Living for This         | Lui-même | Saison 1, Épisode 5 : "The Bianca Del Rio Episode" Saison 2, Épisode 4                                          |
| 2014    | RuPaul's Drag Race            | Lui-même | 14 épisodes, Gagnant                                                                                            |
| 2015    | RuPaul's Drag Race            | Lui-même | Épisode 7 : "Snatch Game" (via message vidéo) Épisode 13 : "Countdown To The Crown" Épisode 14 : "Grand Finale" |
| 2015    | Big Brother's Bit on the Side | Lui-même | |

### Web-séries
| Année | Titre               | Rôle     | Notes                           |
| ----- | ------------------- | -------- | ------------------------------- |
| 2010  | Queens of Drag: NYC | Lui-même | Produit par gay.com             |
| 2013  | Kings of New York   | Lui-même | Produit par Lucas Entertainment |
| 2014  | Really Queen?       | Lui-même | Produit par WOW Presents        |

## Théâtre
| Année | Titre                                    | Rôle                                       | Théâtre                         | Ref.   |
| ----- | ---------------------------------------- | ------------------------------------------ | ------------------------------- | ------ |
| 1998  | Psycho Beach Party                       | Marvel Ann                                 | True Brew Theatre               | [ 26 ] |
| 1998  | At The Club Toot Sweet On Bourbon Street | Cooch Deville                              | Southern Rep Theatre            | [ 27 ] |
| 1998  | ...And The Ball And All                  | Ernesto                                    | North Star Theatre              | [ 27 ] |
| 1999  | ...And The Ball And All                  | Ernesto                                    | Southern Rep Theatre            |        |
| 2002  | Cabaret                                  | Maître de cérémonie                        | Le Petit Theatre du Vieux Carre | [ 27 ] |
| 2003  | Bianca's Remote Out of Control           | Plusieurs rôles                            | Le Chat Noir                    | [ 28 ] |
| 2003  | Hollywood Heaven                         | Plusieurs rôles                            | Le Chat Noir                    | [ 29 ] |
| 2004  | Grease                                   | Vince Fontaine                             | Le Petit Theatre du Vieux Carre | [ 27 ] |
| 2004  | Murder at Movary Manor                   | Daphne                                     | Marigny Theatre                 | [ 27 ] |
| 2004  | The Bad Seed                             | Hortense Daigle                            | Le Chat Noir                    | [ 27 ] |
| 2005  | At The Club Toot Sweet On Bourbon Street | Cooch Deville                              | Le Petit Theatre du Vieux Carre | [ 27 ] |
| 2005  | Pageant                                  | Miss Industrial Northeast/Tawny-Jo Johnson | Le Petit Theatre du Vieux Carre | [ 27 ] |
| 2008  | Cabaret                                  | Emcee                                      | Le Petit Theatre du Vieux Carre | [ 27 ] |
| 2008  | Rent                                     | Angel Dumott Schunard                      | Le Petit Theatre du Vieux Carre | [ 27 ] |
| 2010  | She'll Be Dying                          |                                            | Bowery Poetry Club              | [ 30 ] |
| 2010  | Mayo on Your Breakfast at Tiffany's      |                                            | Bowery Poetry Club              | [ 31 ] |

## Œuvres
- Bianca Del Rio, Blame it on Bianca Del Rio, HarperCollins Publishers, New York, 2018, 258 p.  (ISBN 978-0-06-269087-6)